# Patrick Lateur
Patrick Lateur est un philologue classique, traducteur et poète belge d'expression néerlandaise né le 27 décembre 1949 à Beveren-Leie, près de Waregem.
Fin 2004, il succède à Hubert van Herreweghen à la Koninklijke Academie voor Nederlandse Taal- en Letterkunde.
Il publie en 2010 une traduction néerlandaise de l'Iliade en pentamètre iambique pour laquelle lui est décerné en mars 2013 le Prix de la communauté flamande de traduction littéraire.

### Poésie
- 1991 - Catacomben
- 1994 - De speelman van Assisi
- 1997 - Zeven vrouwen
- 1998 - Rome & Assisi
- 2001 - Ravenna
- 2005 - Kruisweg in de stad
- 2006 - Carmina miscellanea

### Traductions
- 1996 - Pervigilium Veneris (La Veillée de Vénus)
- 1997 - Het leven van Sint-Maarten de Sulpice-Sévère
- 1999 - Cupido cruciatus - Cupido aan het kruis d'Ausone
- 1999 - Zegezangen de Pindare
- 2001 - Fabels de Léonard de Vinci
- 2001 - Lied van de Moezel d'Ausone
- 2002 - La Passione de Mario Luzi
- 2003 - Honderd fabels de Leon Battista Alberti
- 2003 - Het Zonnelied de François d'Assise
- 2003 - Over geluk d'Épictète
- 2005 - Kunstbrieven de Pierre l'Arétin
- 2006 - Gedichten de Platon
- 2006 - Raadsels en voorspellingen de Léonard de Vinci
- 2007 - Dichters hebben vele moeders. 150 literaire epigrammen uit de Anthologia Graeca
- 2007 - Bestiarium de Léonard de Vinci
- 2009 - Maximes de Léonard de Vinci
- 2009 - Hoeders van de wijsheid. Griekse filosofen in 150 epigrammen
- 2009 - Van Pindaros tot Luzi. Verspreide vertalingen
- 2010 - Ilias. Wrok in Troje d'Homère
- 2010 - De Regel  van Benedictus
- 2011 - Canticum evangelicum d'Alda Merini